# 大维里约
大维里约（法語：Virieu-le-Grand，法語發音：[viʁjø lə ɡʁɑ̃]）是法国安省的一个市镇，位于该省东南部，属于贝莱区。

## 地理
大维里约（45°50'57"N, 5°39'6"E）面积12.55 平方千米，位于法国奥弗涅-罗讷-阿尔卑斯大区安省，该省份为法国东部省份，北起汝拉省，西北接索恩-卢瓦尔省，西接罗讷省和里昂大都会，南至伊泽尔省，东与萨瓦省、上萨瓦省和瑞士接壤。
与大维里约接壤的市镇（或旧市镇、城区）包括：阿尔米、谢尼约拉巴尔姆、屈济约、罗西永、圣马丹德巴韦勒、沙泽-邦、普拉托多特维尔、塞朗河畔瓦尔罗梅。

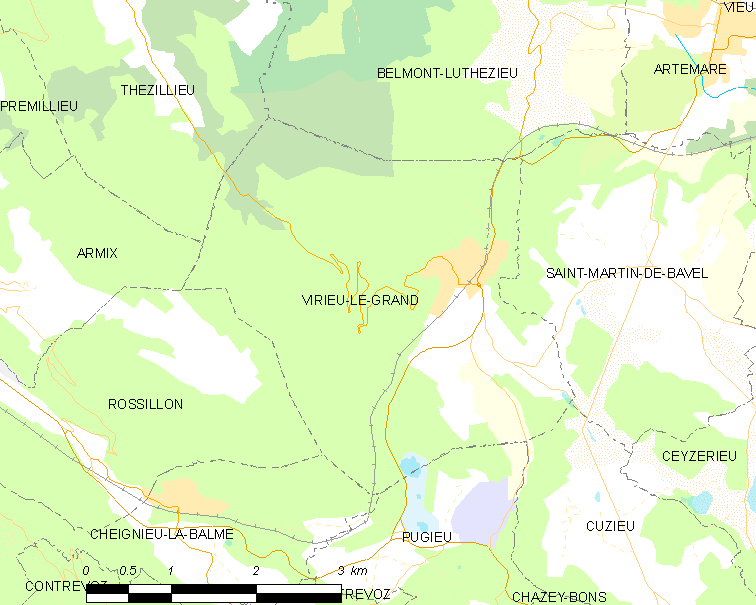
大维里约的OSM定位图

大维里约的时区为UTC+01:00、UTC+02:00（夏令时）。

## 行政
大维里约的邮政编码为01510，INSEE市镇编码为01452。

## 政治
大维里约所属的省级选区为贝莱县。

## 人口

1962-2008年间大维里约人口变化图示

大维里约于2022年1月1日时的人口数量为1110人。